# Maison Geubel
La Maison Geubel est un bâtiment de style Art nouveau géométrique édifié par l'architecte Louis Couprié à Saint-Gilles, une commune de Bruxelles en Belgique.

## Localisation
L'édifice est situé au numéro 25 de la rue Henri Wafelaerts, dans un quartier riche en immeubles de style Art nouveau : Hôtel Hannon, Hôtel Vandenbroeck, maison-atelier du sculpteur Fernand Dubois, maison les Hiboux, maison-atelier Louise de Hem, maison Bruno Schmidt, maison personnelle de Jean-Baptiste Dewin...

## Historique
La maison a été édifiée en 1907 par Louis Couprié pour Madame Geubel, à quelques dizaines de mètres de l'endroit où Antoine Pompe construira la clinique du Docteur Van Neck en 1910.
En 1910, Louis Couprié édifiera une autre maison dans une rue voisine, au n° 9 de la rue Félix Delhasse.

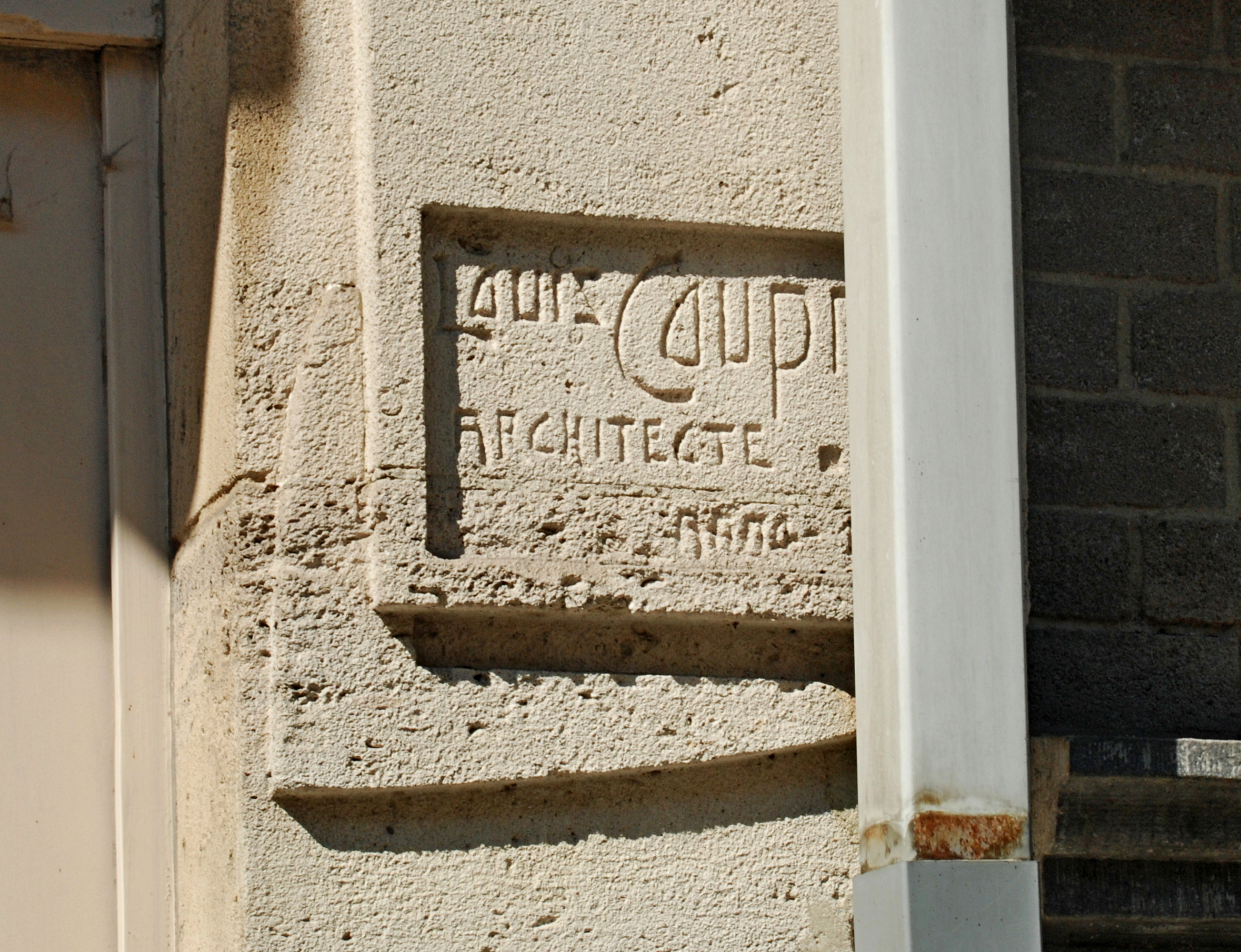
La signature de Louis Couprié.

## Architecture

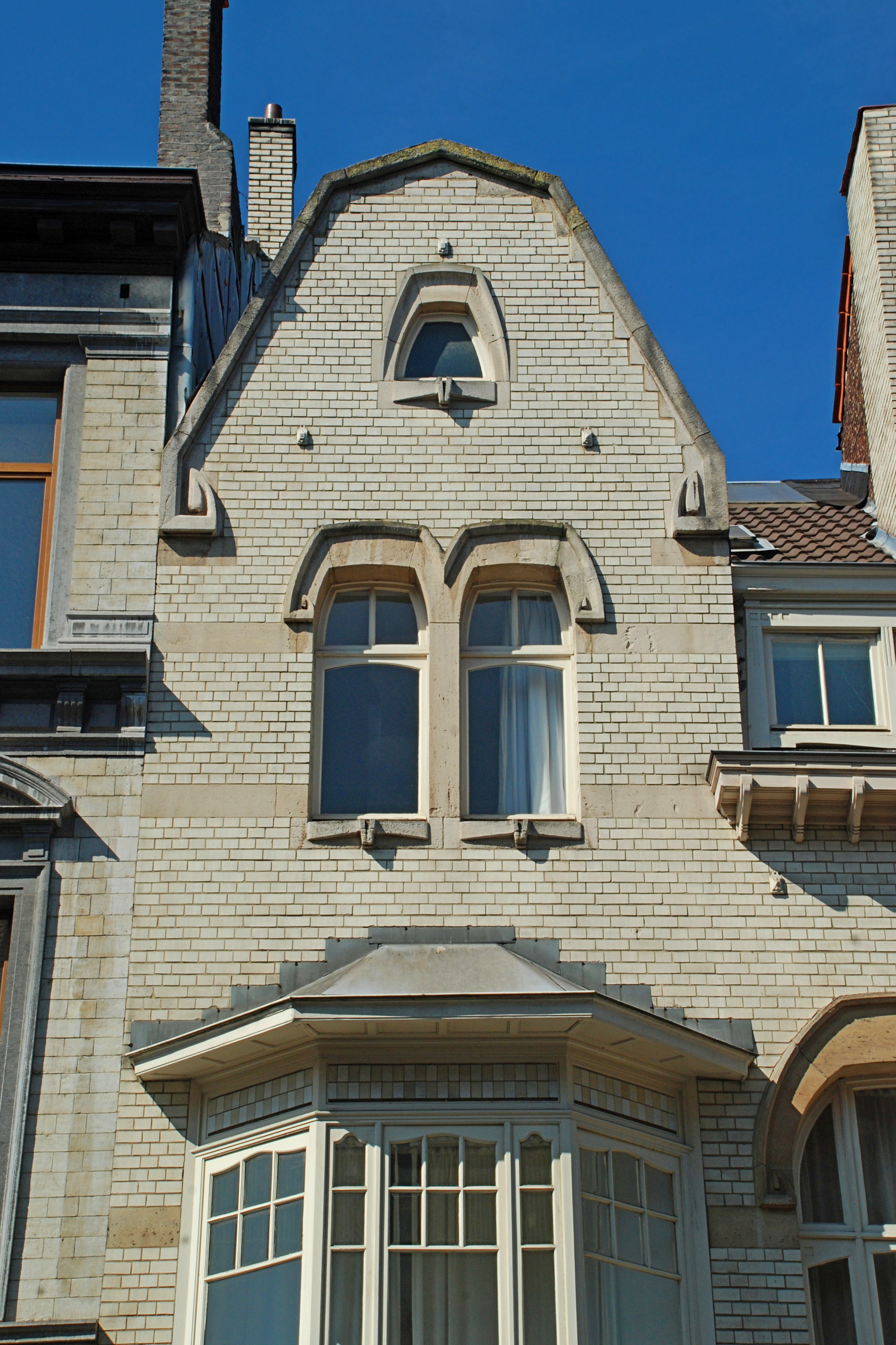
Pignon.
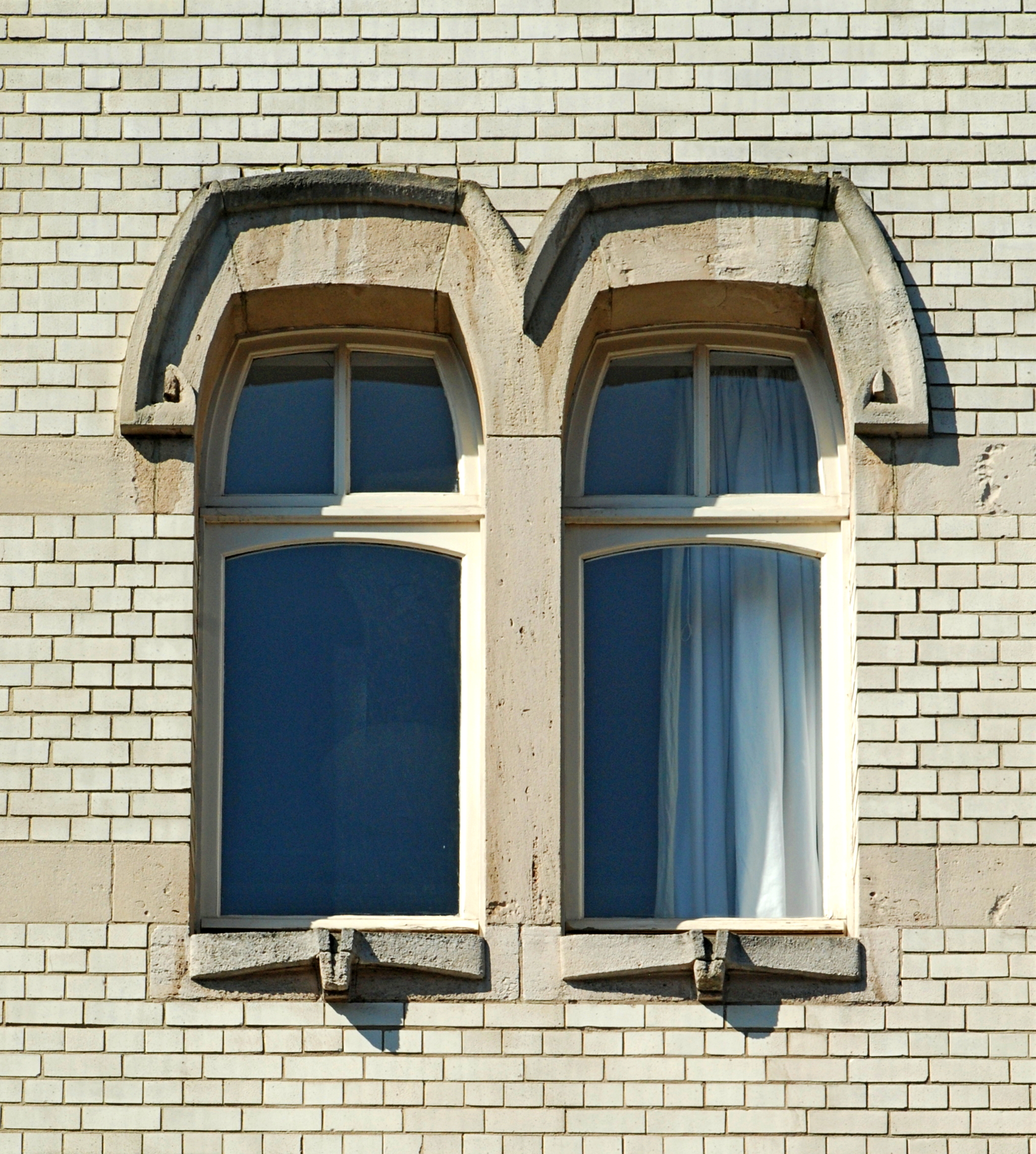
Fenêtres géminées.
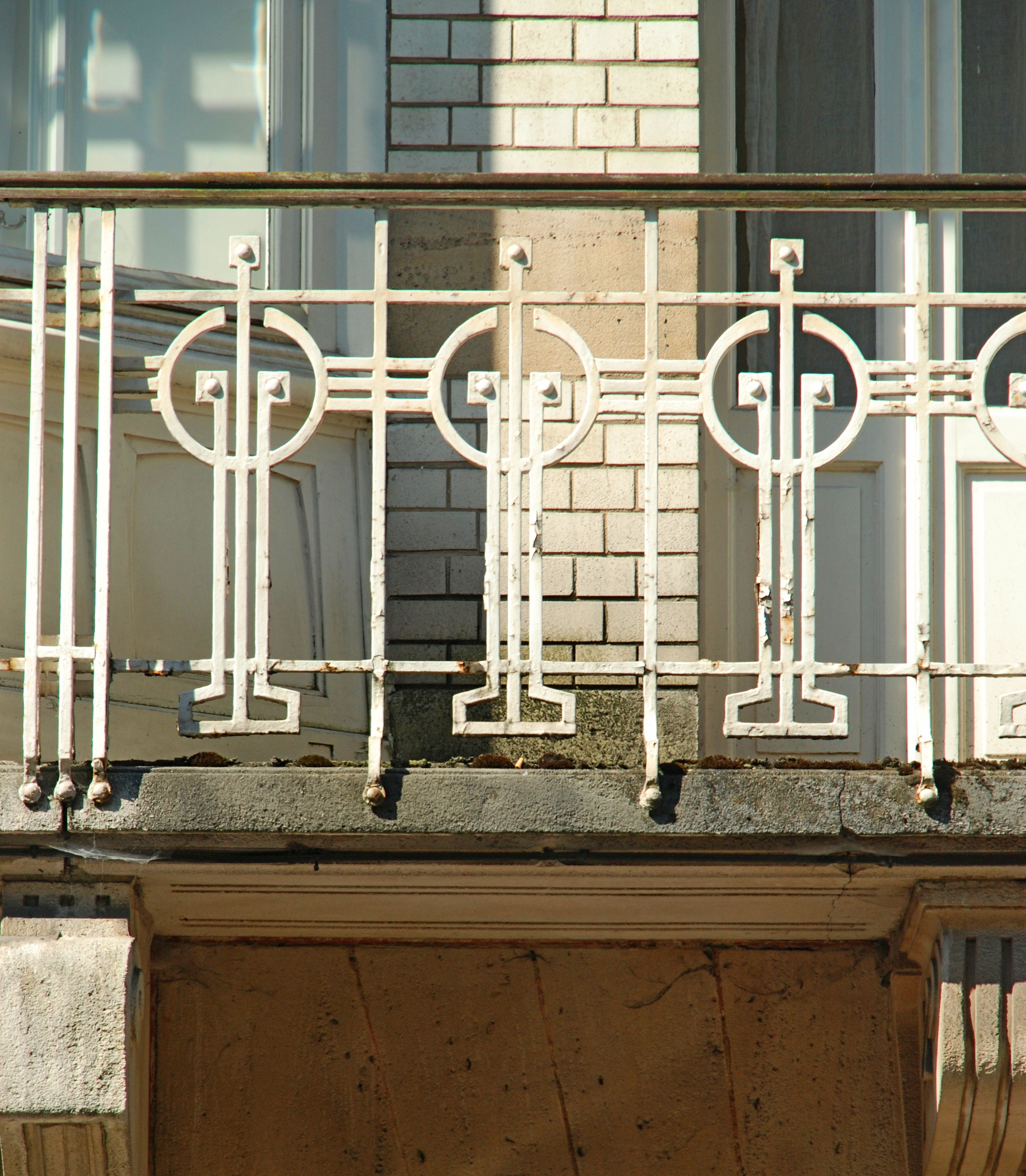
Balcon.